# Tipula tazzekai
Tipula tazzekai är en tvåvingeart som beskrevs av Theowald 1973. Tipula tazzekai ingår i släktet Tipula och familjen storharkrankar.
Artens utbredningsområde är Marocko. Inga underarter finns listade i Catalogue of Life.